# Yvonne Olausson Orvemo
Yvonne Olauson Orvemo, född 3 maj 1953 är en svensk volleybollspelare (passare och spiker). Hon är med 171 landskamper (1970-1983) den spelare som har spelat näst flest landskamper i volleyboll på damsidan i Sverige. Hon tillhörde de första 12 spelare som valdes in i Svensk volleyboll's Hall of fame 2021. På klubbnivå spelade hon för Alingsås VBK och Sollentuna VK. Hon har vunnit 12 SM-guld.